# Always (倉木麻衣の曲)
「always」（オールウェイズ）は、日本の歌手・倉木麻衣の楽曲。倉木の9枚目のCDシングルとして、2001年6月6日にGIZA Studioから発売された。シングル盤の規格品番はGZCA-1083。

## 概要
YTV・NTV系アニメ『名探偵コナン』エンディングテーマ（第233話 - 第247話）、およびアニメーション映画『名探偵コナン 天国へのカウントダウン』主題歌。「Start in my life」以来3度目の『名探偵コナン』タイアップ。タイアップ先がアニメエンディングと映画主題歌の両方となっている。
倉木によると当初は自分への応援ソングとして作ったつもりだったが、発表後はファンから「私の力になりました」「支えになってます」という声が出るようになり、「こういう存在の曲」になるとは思ってもみなかったという。
『CDTV』で実施されたアンケート「受験の時励まされた曲」で10位にランクインした。また、Last.fmでは最も聴かれた倉木麻衣の楽曲となっている。

## シングル収録曲
1. always – (4:09)
  - 作詞:倉木麻衣 / 作曲:大野愛果 / 編曲:Cybersound

フェードアウトで終わるが、『名探偵コナン』のタイアップの際はフェードアウトせずにコーダがつけられている。
2. All Night – (4:43)
  - 作詞:倉木麻衣 / 作曲・編曲:YOKO Black. Stone
3. Stand Up 〜Gomi's Disco 2001 Mix〜 (Radio Edit) – (5:21)
  - リミックス: GOMI
4. always 〜Instrumental〜 (4:07)

## 参加ミュージシャン
- 倉木麻衣：Vocals & Backing Vocals

Additional Musician
- マイケル・アフリック：Backing Vocals (#1)
- 大野愛果：Backing Vocals (#1)
- YOKO Black. Stone：Backing Vocals (#2)

## 収録アルバム
- Perfect Crime
- GIZA studio Masterpiece BLEND 2001
- THE BEST OF DETECTIVE CONAN 2 〜名探偵コナン テーマ曲集2〜
- Wish You The Best
- THE BEST OF DETECTIVE CONAN 〜The Movie Themes Collection〜
- ALL MY BEST
- BEST HIT BEING
- FIFA WORLD CUP OFFICIAL ALBUM（コリア・ジャパン盤）
- MAI KURAKI BEST 151A -LOVE & HOPE-
- 劇場版 名探偵コナン 主題歌集 〜“20”All Songs〜
- 倉木麻衣×名探偵コナン COLLABORATION BEST 21 -真実はいつも歌にある!-
- Mai Kuraki Single Collection 〜Chance for you〜（#1）

| テレビアニメ『名探偵コナン』エンディングテーマ 2001年5月14日 - 2001年8月20日 |                     |                                         |
| 前作: 倉木麻衣 「Start in my life」                                          | 倉木麻衣 「always」 | 次作: 上原あずみ 「青い青いこの地球に」 |